# ردینگ (کالیفرنیا)
ردینگ (به انگلیسی: Redding) شهری در شهرستان شاستا ایالت کالیفرنیا است که در سرشماری سال ۲۰۱۰ میلادی، ۸۹۸۶۱ نفر جمعیت داشته‌است.